# Hannah Montana (serija)
Hannah Montana je ameriška televizijska serija, ki se je prvič predvajala 24. marca 2006 na Disney Channelu. Serija se osredotoča na najstnico Miley Stewart (Miley Cyrus), ki živi dvojno življenje; čez dan je navadna najsniška šolarka, čez noč pa slavna pop zvezdnica Hannah Montana, ki svojo pravo identiteto prikriva vsem, razen svoji družini in najbljižim prijateljem.
Leta 2007 je bila serija nominirana za nagrado Emmy. Film Hannah Montana: The Movie je izšel 10. aprila 2009. Tretja sezona serije se je začela predvajati 2. novembra 2008 in končala 14. marca 2010. Za serijo nameravajo posneti tudi četrto in zadnjo sezono, ki so jo začeli snemati 18. januarja 2010 in končali 14. maja 2010. Zadnja sezona serije naj bi se prvič predvajala 11. julija 2010. Četrta sezona serije je poznana tudi pod imenom Hannah Montana Forever (Hannah Montana za vedno).

## Produkcija

### Začetek
Michael Poryes, so-kreator Disney Channelovih uspešnih serij That's So Raven in Cory In The House, je tudi so-ustvarjalec serije Hannah Montana. Serijo sta producirali podjetji It's a Laugh Productions, Inc. in Michael Poryes Productions v sodelovanju z Disney Channel Original Productions. Snemali so jo v studijih Sunset Bronson Studios v Hollywoodu, Kalifornija.
Originalna ideja za serijo je temeljila na epizodi »Goin' Hollywood« serije That's So Raven, ki je služila tudi kot pilot televizijski seriji Better Days z Alyson Stoner, v kateri otroška zvezda poskuša zaživeti normalno življenje in se šolati v javni šoli. Prva epizoda, ki so jo za serijo posneli, je bila epizoda »New Kid in School«, ki je temeljila na zgoraj omenjeni seriji. Bivša zvezdnica serije American Juniors, Jordan McCoy, bodoča igralka v seriji Opravljivka, Taylor Momsen ter R&B/pop pevka JoJo (ki je vlogo tudi dobila, vendar jo je zavrnila) so se potegovale za glavno vlogo, vlogo Zoe Stewart. Miley Cyrus se je originalno potegovala za vlogo »najboljše prijateljice«
Lilly Romero, katere ime se je kasneje spremenilo v Lilly Truscott, vendar so producenti menili, da bi bila boljša v glavni vlogi, zato se je preizkusila tudi na avdiciji za Zoe Stewart/Hannah Montana. Ime Zoe Stewart se je kasneje spremenilo v Chloe Stewart, kar je, ko je vlogo dokončno dobila Miley Cyrus, postalo Miley. Tudi ime Hannah Montana se je spreminjalo v Anna Cabana, Samantha York in Alexis Texas, vendar je nazadnje ostalo pri Hannah Montana.
Leta 2006 je Disney objavil, da namerava izdati linijo oblačil, nakita, lasulj in lutk Hannah Montana v izbranih trgovinah. Play Along Toys je izdal kolekcijo lutk Hannah Montana, ki je vsebovala pojoče lutke, modne lutke, lutke, ki so predstavljale Miley Stewart in podobne izdelke v avgustu 2007. Več lutk Hannah Montana so izdali novembra skupaj z lutkami, ki predstavljajo Lilly, Oliverja in kasneje še Jakea Ryana. Lutke so postale ene izmed najbolj popularnih igrač v božiču leta 2007.
Po podatkih revije Daily Dispatch je televizijska serija leta 2008 na epizodo dobila 200 milijonov gledalcev. »Če bi bili Mileyjini gledalci država,« so povedali, »bi bila to peta najgosteje poseljena država na svetu - takoj za Brazilijo.« Do februarja 2008 je serija Hannah Montana za Disney Channel postala tako pomembna, da je Disney zbral »80 oseb na mednarodno srečanje za posvetovanje o prihodnosti serije.« Prisotni so bili tudi vsi Disneyjevi poslovni segmenti.

### Uvod
Uvodno pesem za Hannah Montana, »The Best of Both Worlds«, sta napisala Matthew Gerrard in Robbie Nevil, produciral Gerrard in izvedla Miley Cyrus (kot Hannah Montana). John Carta, ki je sestavil tudi glasbo za med komercialne odmore in ob spremembah scene, je sestavil tudi glasbo za pesem »The Best of Both Worlds.« Besedilo pesmi temelji na zgodbi serije.
Celotna dolžina pesmi je dve minuti in štiriinpetdeset sekund in bila vključena v soundtrack serije v oktorbu 2006. Televizijska verzija pesmi traja petdeset sekund, vanjo pa sta vključeni le prvi dve in zadnji dve kitici. Preden so za uvodno pesem izbrali pesem »The Best of Both Worlds«, so izbirali tudi med pesmima »Just Like You« in »The Other Side of Me«.
Med uvodno pesmijo so v prvi in drugi sezoni najprej pokazali odlomke z vsakim izmed glavnih igralcev z njegovim imenom. Ime vsakega izmed članov igralske zasedbe je »obrisano« na ekranu v svetlečem stilu. Nato na celem ekranu pokažejo razne odlomke iz epizod (večina epizod je del prve sezone, saj so jih nekaj posneli veliko prej, kot ostale), nato pa so pojavila imena kreatorjev. Logotip naslova serije se pojavi na začetku in na koncu (zadnji del pokaže tudi Miley Cyrus med nastopom na »koncertnem odru« kot Hannah Montana). Edina sprememba med prvo in drugo sezono je, da so zamenjali odlomke iz epizod, pred logotipom naslova serije pa so dodali še logotip Disneyja.
Za tretjo sezono so uvod popolnoma spremenili. Najprej se je pokazala Miley kot ona sama in kot Hannah Montana v nastavitvi, podobni Times Squareu. Imena igralcev in igralk se hitreje pokažejo na ekranu, predstavijo pa tudi novo linijo lasulj in oblek Hannah Montana. Za uvodno pesem so uporabili remix pesmi »The Best of Both Worlds«, ki je bila v originalu posneta (in uporabljena) za film Hannah Montana: The Movie. To je bilo prvič, da je Disney Channel spremenil celoten uvod. Logotip je ostal takšen do četrte sezone, ko so k naslovu dodali še besedo »Forever,« Mitchel Musso pa ni bil več naveden kot eden izmed glavnih igralcev iz serije.

### Tožbe
23. avgusta 2007 je Buddy Sheffield zaradi serije Hannah Montana tožil Disney, saj naj bi on zasnoval originalno idejo za serijo. V tožbi je Sheffield trdil, da je svojo idejo za televizijsko serijo leta 2001 Disney Channelu predstavil pod imenom »Rock and Roland«, ki govori o najstniški šolarki, ki živi dvojno življenje kot navadna najstnica čez dan in kot rock zvezda čez noč.
V tožbi je trdil, da je bila ideja producentom sprva všeč, vendar se je nazadnje niso odločili upodobiti v serijo.
9. aprila 2010 sta so-kreatorja serije Hannah Montana, Rich Correll in Barry O'Brien, Disney tožila za 5 milijonov $ zaradi serije Hannah Montana. Correll in O'Brien sta trdila, da so ju odrekali od pravičnega dobička in od pogajanj od odstotkov na osnovi bonitete, ki temelji na njunih dogovorih. Correll, ki je med drugim režiseral številne epizode serije, je trdil tudi, da mu je Disney preprečil komuniciranje z društvom WGA. Predstavnik Disneyja je zavrnil komentiranje tožbe. Michael Poryes, tretji so-kreator serije Hannah Montana, je Disney zaradi podobnih razlogov tožil v oktobru 2008.

## Igralska zasedba

### Glavni igralci
- Miley Cyrus kot Miley Stewart/Hannah Montana
- Emily Osment kot Lilly Truscott/Lola Luftnagle
- Mitchel Musso kot Oliver Oken/Mike Standley III (sezone 1-3) (stranski v sezoni 4)
- Jason Earles kot Jackson Stewart
- Billy Ray Cyrus kot Robby Stewart
- Moisés Arias kot Rico Suave (sezone 2-4) (stranski v sezoni 1)

### Stranski igralci
- Brooke Shields kot Susan Stewart, Mileyjina in Jacksonova mama
- Shanica Knowles kot Amber Addison

- Anna Maria Perez de Tagle kot Ashley Dewitt
- Romi Dames kot Traci Van Horn
- Hayley Chase kot Joannie Palumbo
- Dolly Parton kot teta Dolly
- Vicki Lawrence kot Ruthie
- Frances Callier kot Roxy
- Cody Linley kot Jake Ryan
- Selena Gomez kot Mikayla
- Morgan York kot Sarah
- Noah Cyrus kot majhna deklica (manjša vloga, vendar je pogosto uporabljena)
- Erin Matthews kot Karen Kunkle
- Paul Vogt kot g. Dontzig
- Lisa Arch kot Liza
- Andre Kinney kot Cooper

- Teo Olivares kot Max
- Andrew Caldwell kot Thor
- Michael Kagan kot Colin Lasitter
- Greg Baker kot g. Corelli
- Tammin Sursok kot Sienna, Jacksonovo dekle

### Manjši liki
- Ryan Newman kot mlajša Miley
- Margo Martindale kot babica Ruby
- David Koechner kot stric Earl
- Sara Erikson kot Candace Montana
- Jon Cryer kot Kenneth »Ken« Truscott

- Heather Locklear kot Heather Truscott
- Corbin Bleu kot Johnny Collins
- Kyle Kaplan kot Chad
- Jack Taylor kot Danny
- Larry David kot on
- Jesse McCartney kot on
- Joe Jonas kot on
- Nick Jonas kot on
- Kevin Jonas kot on
- Dwayne »The Rock« Johnson kot on
- Donny Osmond kot on
- Ray Romano kot on

- Rob Reiner kot on
- Nancy O'Dell kot on
- David Archuleta kot on
- Chris Zylka kot Gabe Lammatti
- Gina DeVivo kot Heather
- Summer Bishil kot Rachel
- Sterling Knight kot Lucas
- Jaelin Palmer kot Henrietta Laverne
- Michael Steger kot Guillermo Montoya

- Joey Fatone kot Joey Vitolo
- Juliette Goglia kot Angela Vitolo
- Edie McClurg kot Cindy Merriweather
- Rachel York kot Isis
- Mark Hapka kot Austin Rain
- Kunal Sharma kot Evan
- Josie Lopez kot Holly
- Nicole Anderson kot Marissa Hughes

## Epizode
| Sezona | Sezona | Število epizod | Prvič predvajana | Nazadnje predvajana | Opombe |
| ------ | ------ | -------------- | ---------------- | ------------------- | --- |
|        | 1      | 26             | 24. marec 2006   | 30. marec 2007      | |
|        | 2      | 29             | 23. april 2007   | 12. oktober 2008    | Trideseta epizoda, imenovana »No Sugar, Sugar«, je bila sicer posneta, vendar v Združenih državah Amerike ni nikoli izšla. |
|        | 3      | 30             | 2. november 2008 | 14. marec 2010      | |
|        | 4      | 12             | 11. julij 2010   | Pomlad 2011         | Enajst epizod in enourni finale serije.                                                                                    |
|        | Filmi  | 2 filma        | N/A              | N/A                 | |

## Filmi

### Hannah Montana & Miley Cyrus: Best of Both Worlds Concert
Hannah Montana & Miley Cyrus: Best of Both Worlds Concert je koncertni film podjetja Walt Disney Pictures, predstavljen v 3-D tehniki. Omejena izdaja DVD-jev s filmom, je bila na voljo en teden, od 1. do 7. februarja 2008 v ZDA in Kanadi, v ostalih državah pa je v kinematografih za dlje časa izšel kasneje. Disney je potrdil, da je bil film sneman na več lokacijah ter da bo v ZDA v kinematografih izšel februarja, v drugih državah pa tudi še istega meseca.
V prvem vikendu od izida, od 1. do 3. februarja, je film zaslužil 29 milijonov dolarjev. Bil je najbolje prodajan film tistega vikenda. Izšel je v samo 638 kinematografih in na kinematograf zaslužil približno 42.000 dolarjev. To je najvišji rezultat za prodajanje filma v 3-D tehniki čez vikend.

### Hannah Montana: The Movie
Hannah Montana: The Movie je filmska upodobitev mladinske televizijske serije Hannah Montana. Snemanje se je začelo v aprilu leta 2008, večinoma v Columbiji, Tennessee, in Los Angelesu, Kalifornija, ter končalo julija istega leta. V Združenih državah Amerike in Kanadi je film izšel 10. aprila 2009.

## Pesmi

### Soundtracki
- 2006: Hannah Montana
  - Hannah Montana: Holiday Edition
  - Hannah Montana: Special Edition
- 2007: Hannah Montana 2: Meet Miley Cyrus
  - Hannah Montana 2: Rockstar Edition
  - Hannah Montana 2: Non-Stop Dance Party
- 2008: Hannah Montana & Miley Cyrus: Best of Both Worlds Concert
  - Hannah Montana: Hits Remixed
- 2009: Hannah Montana: The Movie
- 2009: Hannah Montana 3
- 2010: Hannah Montana Forever

## Nagrade in nominacije
| Leto | Nagrada                               | Kategorija                                                    | Prejemnik                                                           | Osvojeno? |
| ---- | ------------------------------------- | ------------------------------------------------------------- | ------------------------------------------------------------------- | --------- |
| 2006 | Teen Choice Awards                    | TV – Zvezda preboja                                           | Miley Cyrus                                                         | Ne        |
| 2006 | ASCAP Awards                          | Najboljše televizijske serije                                 | Igralci in ustvarjali serije Hannah Montana                         | Da        |
| 2007 | Golden Icon Award                     | Najboljša nova komična oddaja                                 | Igralci in ustvarjali serije Hannah Montana                         | Ne        |
| 2007 | Kid's Choice Awards                   | Najljubša televizijska igralka                                | Miley Cyrus                                                         | Da        |
| 2007 | Teen Choice Awards                    | Izbira TV serije: Komedija                                    | Igralci in ustvarjali serije Hannah Montana                         | Da        |
| 2007 | Teen Choice Awards                    | Najljubša televizijska igralka                                | Miley Cyrus                                                         | Da        |
| 2007 | Emmy                                  | Izstopajoča otroška serija                                    | Igralci in ustvarjali serije Hannah Montana                         | Ne        |
| 2008 | Kid's Choice Awards                   | Najljubša televizijska igralka                                | Miley Cyrus                                                         | Da        |
| 2008 | Kid's Choice Awards                   | Najljubša televizijska serija                                 | Igralci in ustvarjali serije Hannah Montana                         | Ne        |
| 2008 | Young Artist Award                    | Najboljša družinska televizijska serija                       | Igralci in ustvarjali serije Hannah Montana                         | Da        |
| 2008 | Young Artist Award                    | Najboljši nastop glavne mlade igralke v televizijski seriji   | Miley Cyrus                                                         | Da        |
| 2008 | Young Artist Award                    | Najboljši nastop stranske mlade igralke v televizijski seriji | Ryan Newman                                                         | Ne        |
| 2008 | Young Artist Award                    | Najboljši nastop mlade igralske zasedbe v televizijski seriji | Miley Cyrus, Emily Osment, Mitchel Musso, Moises Arias, Cody Linley | Ne        |
| 2008 | Gracie Allen Awards                   | Izstopajoča glavna ženska igralka v komični seriji            | Miley Cyrus                                                         | Da        |
| 2008 | Teen Choice Awards                    | Izbira TV igralke - Komedija                                  | Miley Cyrus                                                         | Da        |
| 2008 | Teen Choice Awards                    | Izbira TV serije - Komedija                                   | Igralci in ustvarjali serije Hannah Montana                         | Da        |
| 2008 | Emmy                                  | Izstopajoča otroška serija                                    | Igralci in ustvarjali serije Hannah Montana                         | Ne        |
| 2008 | Television Critics Association Awards | Izstopajoči dosežki otroške televizijske serije               | Igralci in ustvarjali serije Hannah Montana                         | Da        |
| 2008 | BAFTA Children's Awards               | Glas otrok 2008                                               | Igralci in ustvarjali serije Hannah Montana                         | Da        |
| 2008 | ASCAP Awards                          | Najboljša televizijska serija                                 | Igralci in ustvarjali serije Hannah Montana                         | Da        |
| 2009 | Kid's Choice Awards                   | Najljubša televizijska serija                                 | Igralci in ustvarjali serije Hannah Montana                         | Ne        |
| 2009 | Gracie Allen Awards                   | Izstopajoča glavna ženska igralka v komični seriji            | Miley Cyrus                                                         | Da        |
| 2009 | Emmy                                  | Izstopajoča otroška serija                                    | Igralci in ustvarjali serije Hannah Montana                         | Ne        |
| 2009 | ASCAP Awards                          | Najboljša televizijska serija                                 | Igralci in ustvarjali serije Hannah Montana                         | Da        |
| 2010 | Emmy                                  | Izstopajoča otroška serija                                    | Igralci in ustvarjali serije Hannah Montana                         | Še neznan |

### Knjige, napisane po seriji
1. Keeping Secrets – »Miley Get Your Gum« & »It's My Party and I'll Lie if I Want To«
2. Face-Off – »You're So Vain, You Probably Think This Zit Is About You« & »Oooh, Oooh, Itchy Woman«
3. Super Sneak – »She's a Super Sneak« & »I Can't Make You Love Hannah If You Don't«
4. Truth or Dare – »Oops! I Meddled Again« & »It's a Mannequin's World«
5. Hold on Tight – »O Say, Can You Remember The Words?« & »On the Road Again«
6. Crush-Tastic! – »Good Golly, Miss Dolly« & »Mascot Love«
7. Nightmare on Hannah Street – »Torn Between Two Hannahs« & »Grandma Don't Let Your Babies Grow Up to Be Favorites«
8. Seeing Green – More Than a Zombie to Me & »People Who Use People«
9. Face the Music – »Smells Like Teen Sellout« & »We Are Family: Now Get Me Some Water!«
10. Don't Bet On It – »Bad Moose Rising« & »My Boyfriend's Jackson and There's Gonna Be Trouble«
11. Sweet Revenge – »The Idol Side of Me« & »Schooly Bully«
12. Win or Lose – »Money for Nothing«, »Guilt for Free« & »Debt It Be«
13. True Blue – »Cuffs Will Keep Us Together« & »Me and Rico Down by the School Yard«
14. On the Road – »Get Down and Study-udy-udy« & »I Want You to Want Me...To Go to Florida«
15. Game of Hearts – »My Best Friend's Boyfriend« & »You Are So Sue-able to Me«
16. Wishful Thinking – »When You Wish You Were the Star« & »Take This Job and Love It!«
17. One of a Kind – »I Am Hannah, Hear Me Croak« & »You Gotta Not Fight for Your Right to Party«
18. Feeling Alright – »He Aint A Hottie, Hes My Brother« & »Ready Set Don't Drive«
19. Sweet Not Niblets – »Killing Me Softly With His Height« & »Don't Go Breaking My Tooth«
20. Lier Pants On Fire – »You Never Give Me My Money« & »Would I Lie To You Lilly?«
21. Pay Back – »Cheat It« & »Knock Knock Knocking on Jacksons Head«
22. Prom and Promise – »Promma Mia« & »Jake...Another Little Peice Of My Heart«
23. Could He Be The One? – »He Could Be The One Part 1« & »He Could Be The One Part 2«
24. Judging Me – »Judge Me Tender« & »Can't Get Home To You Girl«
25. Miley Says Goodbye? – »Should I Neigh Or Should I Go? Part 1« & »Should I Neigh Or Should I Go? Part 2«
26. Our New Home! – »Moving To Malibu Again« & »About Her Now« iz sezone 4

### Ostale knjige
1. Hannah Montana: The Movie
2. Rock the Waves
3. In the Loop

## Izid
| Regija                                                                                               | Kanal(i)                                      | Prvič predvajana                    |
| --- | --------------------------------------------- | ----------------------------------- |
| Arabija                                                                                              | Disney Channel Middle East                    | 24. marec 2006                      |
| Arabija                                                                                              | MBC3                                          | 10. november 2007                   |
| Argentina                                                                                            | Disney Channel Latin America                  | 2006                                |
| Azija - Brunei - Hong Kong - Indonezija - Koreja - Malezija - Filipini - Singapur - Tajska - Vietnam | Disney Channel Asia                           | 23. september 2006                  |
| Južna Azija - Bangladesh - Indija - Pakistan - Šrilanka                                              | Disney Channel India                          | 23. september 2006                  |
| Avstralija                                                                                           | Disney Channel Australia                      | 7. avgust 2006                      |
| Avstralija                                                                                           | Seven Network                                 | 7. april 2007                       |
| Baltske države                                                                                       | Disney Channel Scandinavia                    | 29. september 2006                  |
| Belgija                                                                                              | VT4/Disney Channel (Netherlands & Belgium)    | 3. september 2007, 1. november 2009 |
| Brazilija                                                                                            | Disney Channel                                | 26. november 2006                   |
| Brazilija                                                                                            | Rede Globo                                    | 5. april 2008                       |
| Bolgarija                                                                                            | Jetix                                         | 15. avgust 2008 (samo v angleščini) |
| Bolgarija                                                                                            | BNT 1                                         | 28. marec 2009                      |
| Bolgarija                                                                                            | Disney Channel Bulgaria                       | 18. september 2009                  |
| Ciper                                                                                                | Cyprus Broadcasting Corporation               | 1. oktober 2009                     |
| Kanada                                                                                               | Family                                        | 4. avgust 2006                      |
| Čile                                                                                                 | Disney Channel Latin America                  | 11. november 2006                   |
| Ljudska republika Kitajska                                                                           | SMG International Channel Shanghai            | 30. junij 2008                      |
| Kolumbija                                                                                            | Disney Channel Latin America                  | 12. november 2006                   |
| Češka                                                                                                | Jetix                                         | 2008                                |
| Danska                                                                                               | Disney Channel Denmark                        | 29. september 2006                  |
| Danska                                                                                               | DR 1                                          | Januar 2007                         |
| Dominikanska republika                                                                               | Disney Channel Latin America                  | 14. november 2006                   |
| Finska                                                                                               | Finska verzija Disney Channel Scandinavia     | 29. februar 2008                    |
| Francija                                                                                             | Disney Channel France                         | 3. oktober 2006                     |
| Nemčija                                                                                              | Disney Channel Germany                        | 23. september 2006                  |
| Nemčija                                                                                              | Super RTL                                     | 24. september 2007                  |
| Grčija                                                                                               | Disney Channel Greece                         | 31. oktober 2009                    |
| Islandija                                                                                            | Sjónvarpið                                    | 2007                                |
| Irska                                                                                                | RTÉ Two, Disney Channel                       | 6. maj 2006                         |
| Izrael                                                                                               | Arutz HaYeladim Jetix                         | 6. junij 2007 2009                  |
| Italija                                                                                              | Disney Channel (Italija)                      | 21. september 2006                  |
| Japonska                                                                                             | Disney Channel Japan                          | 14. oktober 2006                    |
| Japonska                                                                                             | TV Tokyo                                      | 5. oktober 2007                     |
| Lebanon                                                                                              | Future Television                             | Januar 2009                         |
| Makedonija                                                                                           | A1 television                                 | 29. september 2008                  |
| Mehika                                                                                               | Disney Channel Latin America                  | 12. november 2006                   |
| Mehika                                                                                               | Azteca 7 TV Azteca                            | 6. julij 2007                       |
| Moldavija                                                                                            | Disney Channel Romania                        | 18. september 2009                  |
| Nizozemska                                                                                           | Jetix /Disney Channel (Netherlands & Belgium) | 17. maj 2008, 3. oktober 2009       |
| Nova Zelandija                                                                                       | Disney Channel New Zealand TV 3 Sticky TV     | 7. avgust 2006                      |
| Norveška                                                                                             | Disney Channel Scandinavia                    | 29. september 2006                  |
| Pakistan                                                                                             | Disney Channel                                | 24. marec 2006                      |
| Pakistan                                                                                             | Disney Channel Arabia                         | 24. marec 2006                      |
| Pakistan                                                                                             | Disney Channel India                          | 23. september 2006                  |
| Pakistan                                                                                             | Jetix Pakistan                                | 5. januar 2008                      |
| Pakistan                                                                                             | GEO Kids                                      | November 2008                       |
| Pakistan                                                                                             | WikKid Plus                                   | 12. januar 2009                     |
| Panama                                                                                               | Disney Channel Latin America                  | 12. november 2006                   |
| Panama                                                                                               | Tele 7                                        | 2. januar 2008                      |
| Peru                                                                                                 | Disney Channel Latin America                  | 11. november 2006                   |
| Poljska                                                                                              | Disney Channel Poljska                        | 2. december 2006                    |
| Portugalska                                                                                          | Disney Channel Portugalska                    | 2006                                |
| Quebec                                                                                               | VRAK.TV                                       | 18. junij 2007                      |
| Romunija                                                                                             | TVR 1                                         | 3. julij 2007                       |
| Romunija                                                                                             | Jetix                                         | 15. avgust 2008                     |
| Romunija                                                                                             | Disney Channel Romania                        | 18. september 2009                  |
| Rusija                                                                                               | STS                                           | 1. september 2008                   |
| Rusija                                                                                               | Disney Channel Russia                         | 2010                                |
| Južna Afrika                                                                                         | Disney Channel South Africa                   | 29. september 2006                  |
| Srbija                                                                                               | RTS                                           | December, 2010                      |
| Slovenija                                                                                            | Kanal A                                       | Oktober 2008                        |
| Slovaška                                                                                             | STV 1                                         | Maj 2007                            |
| Slovaška                                                                                             | Jetix                                         | July 2007                           |
| Španija                                                                                              | Disney Channel Spain                          | Januar 2007                         |
| Švedska                                                                                              | Disney Channel Scandinavia SVT                | 29. september 2006                  |
| Tajvan                                                                                               | Disney Channel Taiwan                         | 4. november 2006                    |
| Turčija                                                                                              | Digiturk                                      | 29. april 2007                      |
| Turčija                                                                                              | Disney Channel Turkey                         | 29. april 2007                      |
| Ukrajina                                                                                             | Novyi Kanal                                   | 23. februar 2010                    |
| Združeno kraljestvo                                                                                  | Disney Channel UK, Five                       | 6. maj 2006                         |
| Združene države Amerike                                                                              | Disney Channel                                | 24. marec 2006                      |
| Združene države Amerike                                                                              | ABC Kids                                      |                                     |

## Videoigre
- Hannah Montana: Spotlight World Tour
- Hannah Montana: Music Jam
- Hannah Montana: Pop Star Exclusive
- Hannah Montana DS
- Dance Dance Revolution Disney Channel Edition
- Disney Sing It
- Hannah Montana: The Movie